# Кемзура, Кястутис
Кястутис Кемзура (лит. Kęstutis Kemzūra; род. 20 апреля 1970 года в Каунасе, Литовская ССР, СССР) — советский и литовский баскетболист, игравший на позиции разыгрывающего защитника. В настоящее время является главным тренером клуба «Вулвз».

## Достижение игрока
- Чемпион Литвы: 1988/1989, 1989/1990
- Серебряный призёр чемпионата Литвы: 1993/1994, 1994/1995, 1995/1996

## Достижения тренера
- Серебряный призёр чемпионата России : 2007/2008
- Бронзовый призёр чемпионата России : 2006/2007
- Обладатель Кубка России: 2008.
- Бронзовый призёр чемпионата мира: 2010